# Castelo das Três Coroas

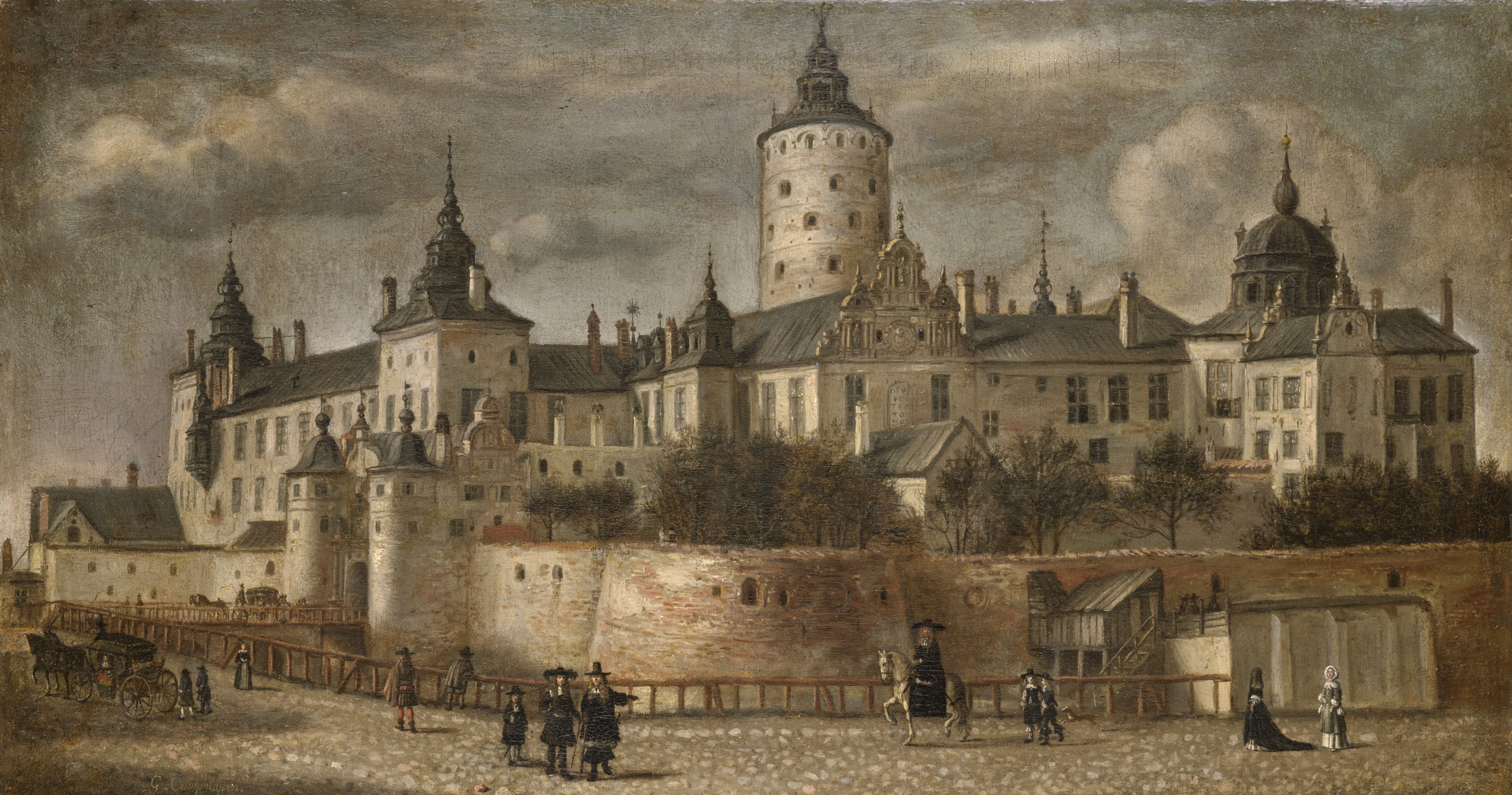
O Castelo das Três Coroas numa pintura de 1661.

O Castelo das Três Coroas foi um palácio real da Suécia localizado em Estocolmo, no local onde se situa o atual Palácio Real de Estocolmo. Segundo a tradição, uma cidadela que Birger Jarl elevou a castelo real em meados do século XIII. Em 1697, por ocasião do velório do rei Carlos XI, um enorme incêndio devorou os edifícios e mais de 18 000 livros e 1 100 manuscritos, tendo assim desaparecido 80% da documentação medieval sueca. 

## História

### Planta inicial e história medieval

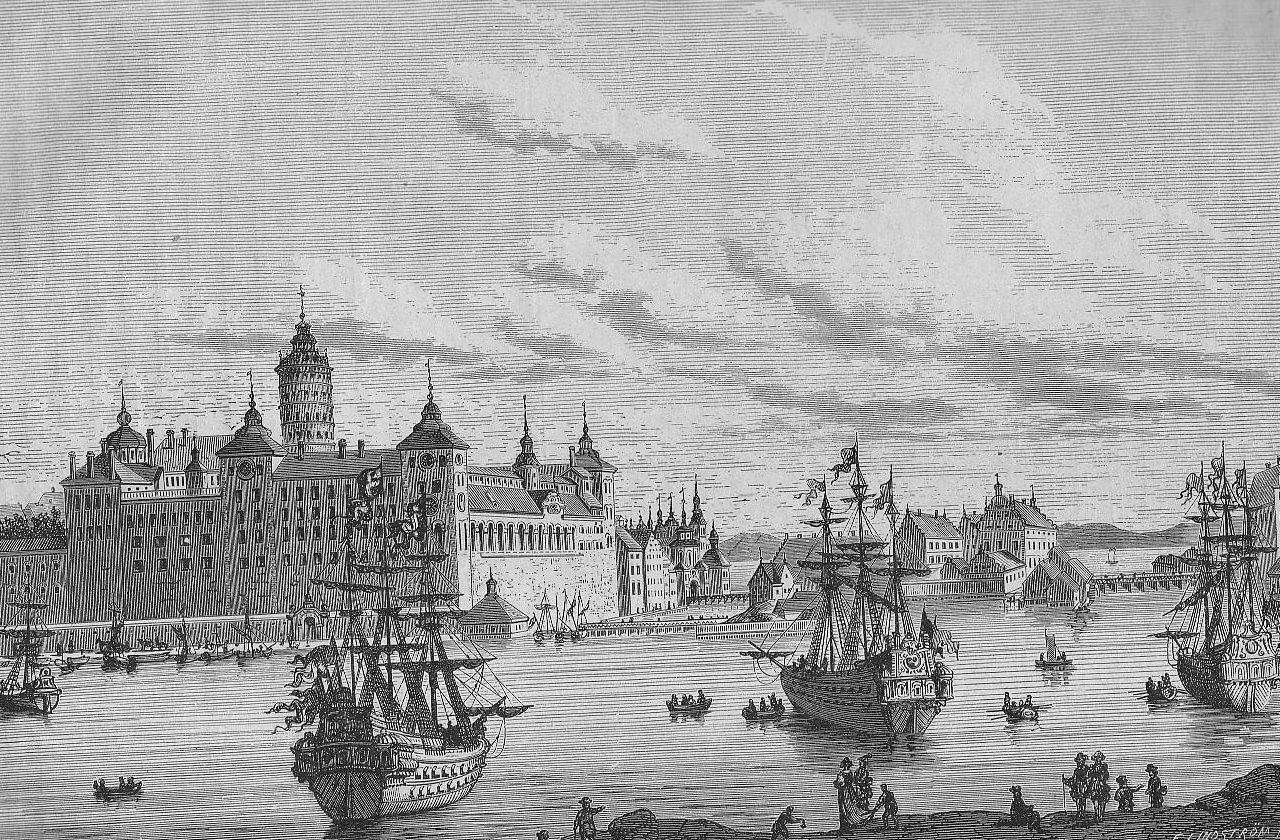
O Slottet Tre Kronor, no século XVII, visto de nordeste.

O castelo consistia em duas partes: o högborgen (fortaleza), localizado no ponto mais alto da Gamla stan, com uma torre de menagem no meio; e o ekonomigården (exploração agrícola), um grande espaço muralhado situado a um nível mais baixo nas margens do Norrström, a norte da fortaleza. O ekonomigården foi utilizado mais tarde para erguer o palácio renascentista do grande castelo, e a cota do terreno elevada para um nível ligeiramente mais baixo da do actual palácio. 
O högborgen, situado ao longo da parede leste da torre de menagem, teve funções residenciais e foi preservada até ao grande incêndio de 1697. No ekonomigården foram erguidos edifícios de serviço contra a parede norte, à margem do Norrström. Mais tarde foi construída uma exploração agrícola menor, a leste da fortaleza, nas margens do Skeppsbron, chamada de Smedjegården.
A torre situada no alto do pátio fortificado do castelo (mais tarde chamada de Lilla borggården) era, provavelmente, mais antiga, embora no início fosse bastante mais baixa do que se viria a tornar.
Provavelmente recebeu o nome Três Coroas na época do rei Magno II, em meados do século XIV.

### Ampliações renascentistas e barrocas

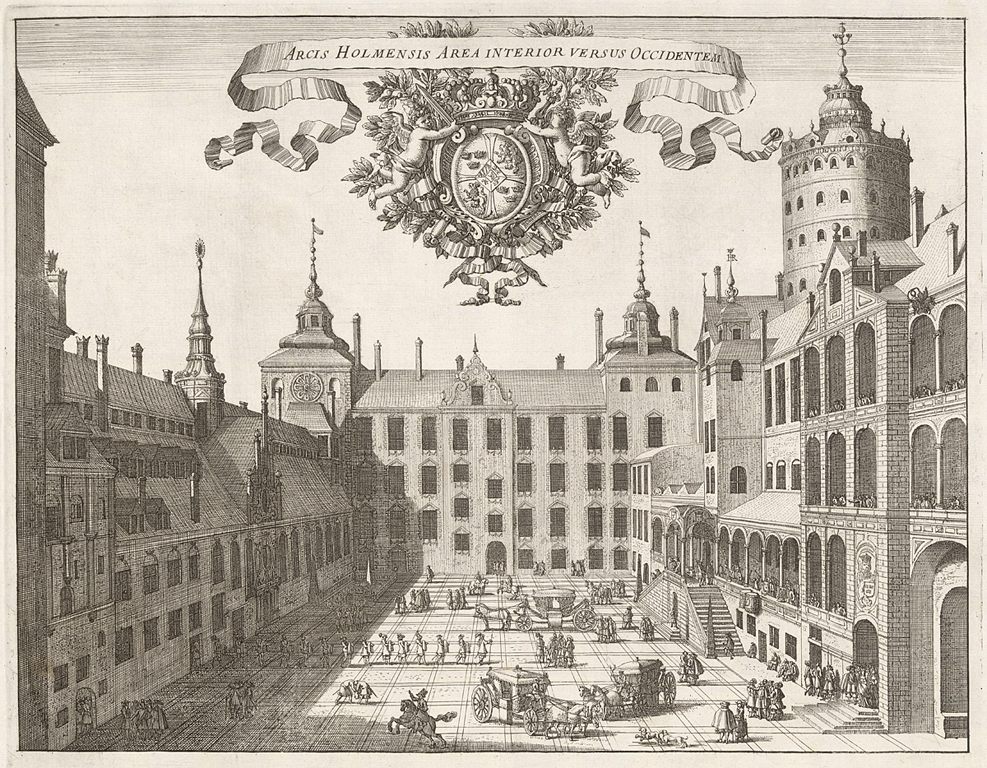
Aspecto do pátio do Slottet Tre Kronor (antigo ekonomigården).

Quando, em 1521, Gustavo I quebrou a União de Kalmar, fazendo da Suécia um país independente, o Castelo das Três Coroas tornou-se na principal residência real. Gustav Vasa dotou o complexo duma cintura de defesa externa, enquanto João III promoveu a construção dum magnífico palácio renascentista com elegantes acabamentos. Nesta época foram construídos:
- Um novo piso real (entre o Norrström e o Storkyrkan), uma nova ampliação ao lado da antiga muralha ocidental do ekonomigården, incluindo uma portaria (a sudoeste da torre), e a noroeste da torre;
- Uma ala a todo o comprimento, com um salão nobre na muralha ocidental da antiga fortaleza (contra a Catedral de São Nicolau de Estocolmo - Storkyrkan);
- Uma nova igreja paladina, na zona do Norrström, a qual formou metade duma ala situada na muralha norte do ekonomigården. Parte desta igreja ficava, também, a nordeste da torre.

A noroeste da torre, João III decorou o seu glorioso salão de audiência com pavimento de cobre, o chamado fyrkanten. Esse mesmo cobre foi usado para pagar o "resgate de Älvsborg". Entre as torres nordeste e noroeste foi criado um estreito corredor sobre a fila setentrional dos telhados, incluindo a igreja do palácio, o chamado Gröna gången. Este chegava até à capela católica de Catarina da Polónia, a esposa de João III, instalada na torre nordeste. Além disso, João III acrescentou dois andares à torre central (Esta já havia sido aumentada um andar, na época de Gustav Vasa, por razões estratégicas e militares).
No final do século XVII teve início uma campanha de transformações sob direcção do arquitecto Nicodemus Tessin. O palácio recebeu uma fachada barroca romana, a norte, junto à ponte Norrbro. O Palazzo Farnese em Roma terá servido de modelo para esta nova ala.

### Incêndio

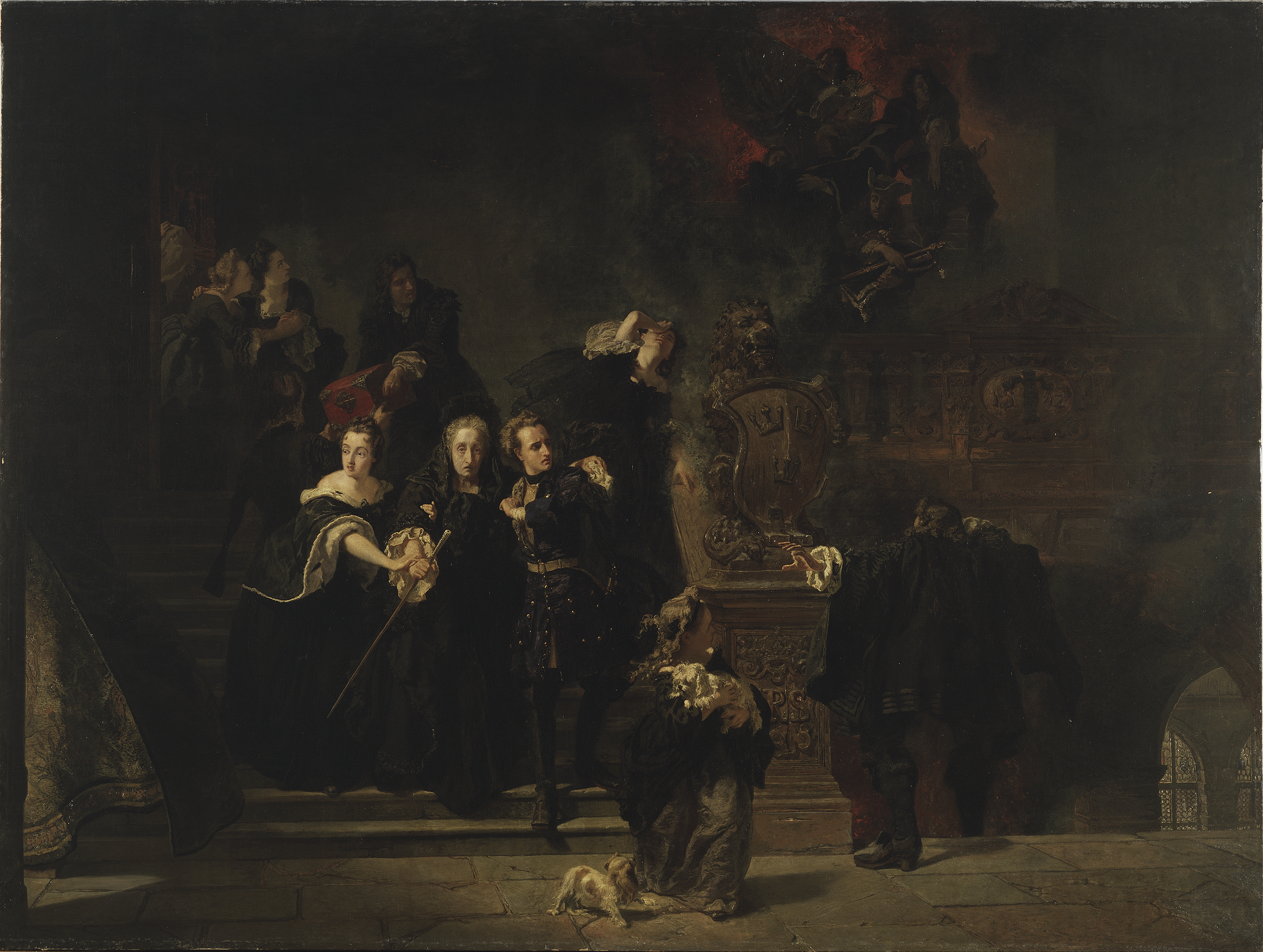
"Slottsbranden i Stockholm den 7 maj 1697", por Johan Fredrik Höckerts, pintado em 1866).

No dia 7 de Maio de 1697, um grande incêndio destruiu o Castelo das Três Coroas, tendo sido completamente demolida a maior parte daquele palácio, à época com mais de 400 anos. O incêndio foi descoberto pelo curador do palácio, Georg Stiernhoff. O oficial encarregado de prevenir os incêndios, Sven Lindberg, informou o pessoal real que o incêndio não poderia ser extinto, uma vez que não podia chegar aos equipamentos de extinção por o incêndio ter cortado os acessos até eles. A família real, com a sua corte, foi forçada a evacuar o palácio. Os criados tentataram salvar tanto quanto possível os bens reais. O fogo espalhou-se rapidamente a todas as partes do o palácio. Uma vez que o palácio era feito em madeira e cobre, as quentes placas daquele material pegaram fogo ao telhado.
Pouco depois do incêndio ser extinto, o inquérito sobre as causas de tal sinistro só foi empreendido demasiado tarde. Um tribunal real descobriu três possíveis culpados. Sven Lindberg – o encarregado pela prevenção dos incêndios no palácio – e Anders Andersson e Mattias Hansson, soldados de fogo escalados para a noite, devido ao relatório feito a Sven Lindberg.
A investigação sobre o seu paradeiro quando o incêndio deflagrou revelaram que Anders Andersson estava a fazer um recado para a esposa de Lindberg, contra os regulamentos de observação de incêndios então vigentes. Mattias Hansson havia abandonado o seu posto para se deslocar à cozinha, onde foi buscar alguns alimentos. Mattias afirmou que a esposa de Lindberg lhe havia dado permissão para fazê-lo – uma declaração que ela negou.
O tribunal real concluiu que Lindberg havia usado os soldados para os seus recados pessoais e da sua esposa. Também foi descoberto que ele havia aceite subornos em troca de colocar pessoas em certas posições no palácio.
Em Fevereiro de 1698 foram lidas as sentenças. Sven Lindberg e Mattias Hanson foram condenados à morte, uma vez que ambos haviam negligenciado os seus deveres. Anders Andersson foi condenado a uma punição física, correr entre duas filas de soldados que o agrediam enquanto passava. As sentenção de morte foram, mais tarde, substituídas pela mesma punição agravada com seis anos de trabalhos forçados na Fortaleza de Carlsten em Marstrand. A redução não teve efeito para Sven Lindberg, uma vez que faleceu enquanto corria entre os soldados.

### Renascimento
Mais tarde, foram feitos planos para reconstruir um novo palácio no local das antigas fundações. Nicodemus Tessin foi o arquitecto responsável pela reconstrução. o novo edifício, o Palácio Real de Estocolmo, foi concluído em 1754. Nicodemus faleceu em 1728, pelo que nunca chegou a ver a obra concluída.

## Informações turísticas
No topo do Monte do Palácio, entre a Storkyrkan e a esquina sudeste do actual Palácio Real de Estocolmo, encontram-se duas interessantes marcas de pedra sobre a colina. A primeira assinala o bastião sudoeste do Slottet Tre Kronor (representado na pintura de Johan Fredrik Höckerts reproduzida acima). A outra é o coro no extremo este da Catedral de São Nicolau, onde  Gustav Vasa tinha lacrimogénios que permitiam que as armas do palácio pudessem disparar mais livremente.

## Os planos de reconstrução
O arquitecto e artista Jacob Hägg foi quem chegou mais próximo duma reconstrução do castelo medieval, ao apresentar uma proposta para o museu da marinha de Kastellholmen no início do século XX. A proposta foi apresentada numa bela pintura a óleo que hoje pode ser admirada no Museu Nacional de História Marítima (Sjöhistoriska museet), em Djurgårdsbrunnsviken.
No âmbito da Exposição Internacional de Estocolmo de 1897, o arquitecto Fredrik Lilljekvist havia recriado livremente o castelo medieval, donde resultou a construção duma miniatura da velha fortaleza. 